# 張鴻猷
張鴻猷（？—？），順天府通州人，清朝政治人物。

## 生平
順治十八年（1661年）辛丑科進士，任兵部武選司郎中，出為廣西按察司僉事。